# Аманций Родезский
Аманций — святой епископ Родезский. Дни памяти — 1 ноября, 4 ноября, 13 ноября.
По преданию св. Аманций родился в Родезе, где с детства исповедовал христианскую веру. Он был священником и епископом в родном городе, вел праведную жизнь, поэтому он был одарен Господом дара чудес. По мнению некоторых ученых, св. Аманций был первым епископом Родеза, который жил в апостольские времена; по другим данным он жил в конце IV — начале V века. Первая гипотеза поддерживается Тузери (Touzery, Les anciens bénéfices du Rouergue, Родез 1906); вторая принадлежит А.Сервьеру (A.Servières), автору жития святого Аманция. Это последнее предположение имеет в свою пользу свидетельство св. Григория Турского, который сообщает, что св. Квинциан, преемник св. Аманция, перенёс его тело в базилику, построенную святым: «auctam beati Amanti antestitis basilicam sanctum corpus in antea transtulit, sed не fuit sancto acceptabile hoc opus» (Vitae Patrum, 4). Св. епископ Квинциан участвовал в соборах в Агде (506) и Орлеане (511).
В Римском мартирологе память святого Аманция совершается 4 ноября, в то время как в основных кодексах Иеронимовых его поминают 1 и 13 ноября, в других, наконец, 4 числа того же месяца. Аманция почитали не только в Родезской епархии, но и во многих других французских епархиях.
Латинская библиотека Агиографика (I, p. 58, nn. 351—352) напоминает жизнь святого Аманция и сборник рассказов о чудесах, которые он совершил. Житие, ошибочно приписываемое Венанцию Фортунату, имеет в высшей степени легендарный характер. Считается, что оно написано клириком храма в Родезе во второй половине VI века согласно Рузье (Rouziès) и IX века согласно Делейе (Delehaye).